# Wang Huning
Wang Huning (王沪宁 S; Shanghai, 6 ottobre 1955) è un politico e politologo cinese, teorico, docente di politica internazionale e al vertice del Partito Comunista Cinese, dal 2022 il quarto membro del Comitato Permanente del Politburo del PCC, il principale organo decisionale cinese.
È considerato un'eminenza grigia del partito e uno dei principali architetti dell'ideologia politica, a partire dagli anni novanta, di tre leader: i "Tre Rappresentanti" di Jiang Zemin, il "Concetto di sviluppo scientifico" di Hu Jintao, il "Sogno cinese" e il "Pensiero" di Xi Jinping. Ha esercitato una forte influenza nella scelta delle decisioni dei tre, un fatto considerato strano nella politica cinese, ed è in particolare uno dei consiglieri chiave di Xi Jinping.

## Biografia
Nato a Shanghai, Wang fa risalire le sue origini nella contea di Ye, nella provincia di Shandong. Il nome di Wang, "Huning", significa letteralmente "Shanghai e Nanchino". Il padre di Wang Huning fu implicato durante la campagna anti-Peng Dehuai da Mao e subì persecuzioni nel periodo della Rivoluzione culturale.
Durante la sua giovinezza, Wang andò alla Shanghai Yongqiang School dove riuscì ad ottenere libri proibiti in quell'epoca grazie ai suoi insegnanti. Si è diplomato al liceo nel 1972, dopodiché è diventato apprendista operaio per tre anni. Evitò in parte il movimento della "terra di campagna", trascorrendo qualche tempo nelle zone rurali.

### Carriera accademica
A Wang fu consigliato di entrare alla East China Normal University, poi chiamata Shanghai Normal University, nel 1974 per studiare francese. Nel 1977 è diventato un quadro dello Shanghai Publishing Bureau e si è impegnato in un lavoro di ricerca presso l'Accademia delle scienze sociali di Shanghai. Nel 1978 ha partecipato al Gaokao ed è stato ammesso direttamente come studente post laurea presso il Dipartimento di Politica Internazionale dell'Università Fudan per le sue eccellenti prestazioni. È stato formato da Wang Bangzuo, all'epoca direttore del Dipartimento di insegnamento e ricerca in scienze politiche dell'Università di Fudan, e Chen Qiren, ottenendo un Master of Laws nel 1981. Nell'aprile 1984 è entrato a far parte del PCC.
Dopo la laurea, Wang rimase alla Fudan University come istruttore, professore associato e professore tra il 1981 e il 1989. Durante questo periodo pubblicò ampiamente in riviste accademiche, giornali e riviste, letti dall'élite intellettuale. Fu nominato professore associato di politica internazionale all'età di 29 anni senza prima aver bisogno di servire come docente, diventando all'epoca il più giovane professore associato in Cina. Wang è stato direttore del Dipartimento di politica internazionale della Fudan University tra il 1989 e il 1994 e come preside della facoltà di giurisprudenza tra il 1994 e il 1995.
Nel 1988 Wang è stato visiting scholar negli Stati Uniti per sei mesi, trascorrendo i primi tre mesi all'Università dell'Iowa, tre settimane all'Università della California - Berkeley, e visitando molte altre università. Durante la sua permanenza negli Stati Uniti, Wang ha visitato oltre 30 città e quasi 20 università.
Wang era già un noto giovane studioso nel circolo accademico sin dagli anni '80. Ha scritto colonne e saggi per numerose pubblicazioni autorizzate dal partito ed è apparso sulla copertina di riviste di attualità come "Banyuetan" (半月谈), attirando l'attenzione dei massimi leader politici di Shanghai dell'epoca. I suoi successi lo hanno portato a partecipare alla stesura di documenti teorici per il PCC sin dal XIII Congresso nazionale del Partito Comunista Cinese.
Nel 1993 Wang ha guidato il gruppo di dibattito studentesco Fudan a partecipare a un concorso di dibattito universitario internazionale in lingua cinese tenutosi a Singapore. La squadra ha vinto il campionato tra il 1988 e il 1993, migliorando notevolmente la reputazione di Wang.

### Carriera politica
Dal 1995, Wang è stato incaricato di lavorare per la leadership del partito a Pechino su raccomandazione dei massimi politici di Shanghai Zeng Qinghong e Wu Bangguo, i quali hanno entrambi mantenuto stretti rapporti con l'allora segretario generale del partito Jiang Zemin. Wang inizialmente era a capo del gruppo di ricerca politica presso il Central Policy Research Office (CPRO), ed è stato promosso nell'aprile 1998 a vicedirettore del CPRO, per poi diventare direttore nel 2002. Wang, considerato una dei principali consiglieri di Jiang Zemin, lo ha accompagnato in diverse visite all'estero dal 1998, come assistente speciale del leader supremo.
Nel 2002 è diventato membro del Comitato centrale del Partito Comunista Cinese. Nel novembre 2007, Wang è stato ammesso alla Segreteria del Partito Comunista Cinese, iniziando ad accompagnare il segretario generale Hu Jintao in viaggi all'estero; era considerato, insieme a Ling Jihua e Chen Shiju, uno dei tre consiglieri più influenti di Hu Jintao.
È stato eletto nell'Ufficio politico del Partito Comunista Cinese nel novembre 2012, diventando il primo direttore della CPRO a ricoprire un seggio nel consiglio direttivo d'élite. Dopo l'ascesa di Xi Jinping a segretario generale del Partito Comunista Cinese nel novembre 2012, Wang ha avuto con lui uno stretto rapporto, emergendo ancora una volta come uno dei membri centrali dell'entourage di Xi nei viaggi internazionali e considerato uno dei più stretti consiglieri di Xi. Wang è stato scelto come membro del Comitato permanente dell'ufficio politico, il massimo organo decisionale della Cina, il 25 ottobre 2017, diventando uno dei pochi membri dell'organo senza una precedente esperienza ministeriale o provinciale. Wang ha spesso accompagnato Xi nei suoi viaggi, per cui si ritiene che sia coinvolto nella politica estera cinese.
Nel gennaio 2020 è stato nominato vice leader del Gruppo dirigente centrale per dare una risposta al COVID-19, con il primo ministro Li Keqiang come leader. Ha anche accompagnato Xi a visitare Wuhan a marzo. Jiang Jinquan subentrò al suo posto come direttore della CPRO nel 2020. Ha svolto un ruolo chiave nella stesura della "terza risoluzione storica" nel novembre 2021, che ha ulteriormente consolidato il potere di Xi.
Dopo la prima sessione plenaria del XX Comitato centrale del Partito Comunista Cinese, nel 2022, Wang è stato riconfermato nel Comitato permanente dell'ufficio politico, al 4º posto nella nomenclatura del partito. Il 10 marzo 2023 è stato eletto Presidente del Comitato nazionale della Conferenza politica consultiva del popolo cinese.